# Hajime no Ippo
Hajime no Ippo (jap. はじめの一歩 Hajime no Ippo) – manga tworzona przez Jōji Morikawę i ukazująca się w Shūkan Shōnen Magazine, a także 3 serie anime, film, 1 OVA i 8 gier wydanych na różne platformy.
Manga jest wydawana od 27 września 1989 roku i jest obecnie jedną z najdłuższych licząc 141 tomów z 1455 rozdziałami. Pierwsza seria anime liczy 76 odcinków i opisuje wydarzenia z pierwszych 311 rozdziałów. Zostało stworzone przez studio Madhouse i emitowane przez NIppon TV pomiędzy październikiem 2000 a marcem 2002. W późniejszym czasie został wydany film Hajime no Ippo: Champion Road i OAV Kimura vs Mashiba. Drugi sezon anime liczy 26 odcinków, jest emitowany od 6 stycznia 2009 roku i nazywa się Hajime no Ippo: New Challenger. Trzeci sezon jest emitowany od 3 października 2013 roku i zaplanowany jest na 25 odcinków oraz nosi nazwę Hajime no Ippo: Rising.

## Fabuła
Ippo Makunouchi jest miłym i nieśmiałym 16-latkiem, który jednak nie ma żadnych przyjaciół, ponieważ musi pomagać prowadzić swojej mamie rodzinny interes Makunouchi Fish i dlatego nie ma czasu na życie towarzyskie. Z tego też powodu znęca się nad nim Masahiko Umezawa i jego dwaj koledzy. Pewnego dnia, po szczególnie silnym pobiciu Ippo, interweniuje Mamoru Takamura, silny bokser wagi średniej, który go ratuje i zaprowadza do klubu bokserskiego, aby tam go opatrzyć. Tam też Ippo zakochuje się w boksie po obejrzeniu walk Mike'a Tysona i pomimo początkowej nieufności Takamury, zaczyna trening. Szybko jego droga krzyżuje się z Ichiro Miyatą – największym talentem japońskiego boksu klasy piórkowej, który będzie jego głównym rywalem przez całą serię.

## Muzyka
Muzyka do pierwszej serii została skomponowana przez Tsuneo Imahori, który napisał także muzykę do trzeciego openingu. Różne ścieżki dźwiękowe gitar, bębnów, fortepianu i ich kombinacje zostały również użyte dla podkreślenia nastroju lub dramatyczności sceny. Soundtrack do serii został wydany w Japonii na dwóch płytach First KO i Final Round. Muzyka dla drugiego sezonu została skomponowana przez Yoshihisa Hirano.

### Anime Theme Songs
Opening Theme Songs
1. Under Star Shocking Lemon (Odcinki 1 – 25)
2. Inner Light Shocking Lemon (Odcinki 26 – 52)
3. Tumbling Dice Tsuneo Imahori (Odcinki 53 – 76)
4. Hekireki Last Alliance (Druga seria, Odcinki 1 – 26)

Closing Theme Songs
1. Yuuzora no Kamihikouki Mori Naoya (Odcinki 1 – 25)
2. 360° Mori Naoya (Odcinki 26 – 52, 75)
3. Eternal Loop Saber Tiger (Odcinki 53 – 74,76)
4. 8 AM Coldrain (Druga Seria, Odcinki 1 – 26)